# Jarząbczy Potok
Jarząbczy Potok – potok, dopływ Chochołowskiego Potoku. Spływa Doliną Jarząbczą w polskich Tatrach Zachodnich. Powstaje z połączenia Czerwonego Potoku wypływającego z wysokości ok. 1600 m n.p.m. ze wschodnich podnóży Czerwonego Wierchu z kilkoma ciekami spływającymi z podnóży Kończystego Wierchu i Czubika. Spływa w północno-zachodnim kierunku i na wysokości około 1180 m uchodzi do chochołowskiego Potoku.
Zlewnia Jarząbczego Potoku ma powierzchnię 4,488 km², a średni spadek wynosi 17,5%. Potok ma długość około 2,8 km, jest więc dłuższy od Wyżniego Potoku Chochołowskiego uznawanego za górny bieg Chochołowskiego Potoku. Koryto Jarząbczego Potoku zasłane jest głazami i żwirem.
Wzdłuż dolnego odcinka Jarząbczego Potoku prowadzi czerwony szlak turystyczny. Poniżej Starorobociańskiej Polany przekracza jego koryto.

## Szlaki turystyczne
z Polany Chochołowskiej na Trzydniowiański Wierch przez Wyżnią Jarząbczą Polanę. Czas przejścia: 2:20 h, ↓ 1:55 h.